# 遠山静雄
遠山 静雄（とおやま しずお、1895年2月15日 - 1986年11月10日）は、日本の照明技師。舞台照明の草分け。広島県出身。

## 来歴
1915年東京高等工業学校（現東京工業大学）電気科卒。東京電気（現東芝）に4年半勤務のち退職して演劇の道に入る。1920年、田中良を主唱者とする舞台美術会（トンボヤの会）に土方与志、伊藤憙朔らと共に参加。「私がやらなければ恐らく誰もやらないだろう」と1920年から本格的に舞台照明に関わる。1921年から新劇、新歌舞伎、新舞踊の舞台照明を担当。当時未開であった舞台照明の研究と確立を目指し、その実践を行うため1929年、小川昇、神保道臣等と共に「遠山照明研究所」（TIL）を創設した。門弟志願の第一号が小畑敏一。最初は遠山の自宅へ集合したが後に銀座、新橋へ事務所を設けて、穴沢喜美男、松崎國雄、大庭三郎らが参加した。1923年遠山邸で、伊藤熹朔、千田是也らと上演したメーテルリンクの「アグラヴェーヌとセリセット」は、日本の現代人形劇の先駆とされる。1933年に宝塚少女歌劇団（現・宝塚歌劇団）が、東京で年間を通して定期公演を行うために東京宝塚劇場を建設（開場は1934年）した。この時、小林一三から田中良、山田耕筰と共に宝塚少女歌劇団の顧問に抜擢される。東京宝塚劇場の出現は、舞台照明にとって大きなエポックとなった。1936年に遠山は正式に東宝に入社して専属となる。遠山は東宝に専心忠誠を尽くすつもりで「遠山照明研究所」を解体して、前述の穴沢、松崎、大庭らは、その姓を冠する研究所を作って独立した。支配人秦豊吉の依頼を受けて田中の後任の舞台課長を引き継ぎ、その後は文芸部長を経て帝劇支配人等を歴任した。
戦後の東宝争議で会社が演劇部内を解消し、演劇関係者は多くが退社。遠山も東宝に15年在籍し1950年退職した。フリーに戻り「遠山照明研究所」を再興させた。同年から日本大学芸術学部講師となり、装置論と照明論を以降30年講義し多くの後進を育てた。1975年『日照演劇論』で河竹賞受賞。1981年「遠山照明研究所」を有限会社とし運営から退く。 
日本舞台照明家協会初代理事長、日本演劇協会、日本演劇学会各顧問、日本舞踏協会名誉顧問、国際演劇協会日本センター監事などの要職を歴任した。

## 著書
- 『舞台照明五十年』相模書房　、1966年。　ゆまに書房、2014（復刻）
- 『アドルフ・アピア』相模書房、1977年
- 随筆色の道、1979年
- 随筆続色の道、1980年
- 随筆続々色の道、1982年
- 『舞台照明とその周辺』島津書房、1986年。
- 『舞台照明学』（上・下巻）リブロポート、1988年

## 参考ウェブサイト
- Finding Shakespeare展に寄せて：文化：教育×WASEDA ONLINE